# Сахаров, Владимир Владимирович
Владимир Владимирович Сахаров (15 [28] февраля 1902, Симбирск — 9 января 1969, Москва) — советский генетик, основные работы которого были посвящены экспериментальному мутагенезу и полиплоидии. Одним из первых в мире установил мутагенное действие химических соединений.

## Биография
Окончил семь классов Симбирской мужской гимназии, затем учился в средней школе в г. Златоуст. Высшее образование получил во 2-м московском медицинском институте, который окончил в 1926 году. Ученик Н. К. Кольцова.
В 1927—1948 годах научный сотрудник Института экспериментальной биологии (позже назывался институт цитологии, гистологии и эмбриологии). В 1932 году открыл явление химического мутагенеза. Профессор Московского педагогического института по кафедре «Биология» (1938). В 1941 году Сахаров начал исследования по изучению полиплоидов с помощью колхицина. Первым и основным объектом, с которым он работал до конца жизни, стала гречиха посевная.
В 1948—1950, оставшись без работы после известной сессии ВАСХНИЛ, Сахаров сумел продолжить и развить исследования по полиплоидии, работая с 1950 г. в Московском фармацевтическом институте на кафедре ботаники. Совместно с Б.М. Гринером Сахаров создаёт на пустыре в 5 га на левом берегу Москвы-реки напротив Поклонной горы Ботанический сад лекарственных растений. В 1956 г. по инициативе Сахарова была создана секция генетики МОИП, развернувшая активную пропаганду генетических знаний. С 1957 г. Сахаров в Лаборатории радиационной генетики при Институте биологической физики АН СССР соединил свои исследования по изучению мутационного процесса и полиплоидии, начав цикл работ по сравнительному изучению чувствительности ди- и аутотетраплоидных форм растений к радиации и химическим мутагенам. В результате было обнаружено явление особой физиологической защищённости полиплоидов к действию мутагенов. С 1950 года на научно-преподавательской работе на кафедре ботаники Московского фармацевтического института. Участвовал в создании Ботанического фармацевтического сада этого института.
В 1955 году подписал «Письмо трёхсот». С 1957 года научный сотрудник лаборатории радиационной генетики Института биофизики АН СССР. Также (по совместительству) заведующий лабораторией полиплоидии Института общей генетики АН СССР (1966—1967) и Института биологии развития АН СССР (1967—1969). Профессор Московской с.-х. академии им. К. А. Тимирязева (1965—1969). Продолжая активно работать и преподавать до самой смерти, последнюю свою работу В.В.Сахаров написал в 1969 году (она была напечатана уже посмертно).

## Вклад в науку
В.В.Сахаров - один из основоположников учения о химическом мутагенезе, о специфике действия разных мутагенов. Получил и исследовал полиплоиды у растений с помощью колхицина; установил эффективность отбора на плодовитость у полиплоидов (на гречихе) и возможность их практического применения.